# Reda Ifrah
Reda Ifrah (* 31. ledna 1984 Bab-El-Oued) je český podnikatel se zaměřením na mezinárodní vztahy a obchod. Ve Žďáře nad Sázavou byl dvě volební období členem finančního výboru zastupitelstva města a Komise pro regionální a mezinárodní spolupráci. Po přestěhování do Prahy byl poradcem předseda Výboru pro evropské záležitosti Zastupitelstva hlavního města Prahy ve volebním období 2018 až 2022. Působil na Ministerstvu životního prostředí ČR a Ministerstvu zahraničních věcí ČR. Od roku 2019 do roku 2021 byl předsedou dozorčí radu Pražské plynárenské, a.s. V současné době je členem dozorčí rady DPP, a.s. a předsedou Výboru pro Česko-alžírskou spolupráci v rámci Hospodářské komory ČR. Jako podnikatel je aktivní zejména v mezinárodním obchodu a poskytuje poradenství českým firmám zejména v regiony severní Afriky.  

## Život
Část dětství prožil v Alžírsku, ale základní školu již absolvoval v Nížkově na Českomoravské vrchovině. Vystudoval politologii a Evropská studia na Univerzitě Palackého v Olomouci a na Fakultě sociálních studií při Masarykově univerzitě v Brně. V roce 2004 založil cestovní kancelář a v roce 2011 založil poradenskou společnost ES Consulting, s.r.o. v oblasti mezinárodního obchodu, ve které působí do dnes. 
V roce 2005 spoluzakládal obecně prospěšnou společnost EUTIS, která se věnuje evropské problematice. Jejím hlavním cílem je prohlubovat povědomí a znalost české široké veřejnosti i specializovaných skupin o Evropské unii. Mezi lety 2005 a 2012 Ifrah zastával funkci ředitele této neziskové organizace.
V roce 2009 se podílel na koordinaci českého předsednictví v Radě Evropské unice. Od roku 2012 působil jako tajemník náměstka ministra na Ministerstvu životního prostředí ČR v sekci fondů EU, ekonomiky a politiky životního prostředí, kde byl také pověřen řízením v pozici vedoucího oddělení technické asistence OPŽP a řízením odboru zahraničních vztahů. Poté pracoval na Ministerstvu zahraničních věcí ČR na pozici zástupce ředitele personálního odboru.
V roce 2018 působil jako poradce v oblasti investic a dotační politiky v Teplárnách Brno, a.s. Mezi roky 2019 a 2021 vedl dozorčí radu Pražské plynárenské, a.s. Od roku 2020 do 2024 řídil kancelář a měl na starosti přípravu investičních projektů a dotační politiku ve Svazu vodovodů a kanalizací Žďársko vlastnící infrastrukturu převyšující hodnotu 9 mld. Kč.
Byl také členem poradního týmu ministryně pro vědu, výzkum a inovace, Mgr. Heleny Langšádlové pro otázku dotační politiky a meziresortní vztahy (2021 - 2023). Aktuálně se věnuje podnikání, mezinárodnímu obchodu a poradenství v dotační oblasti. Také působí jako předseda Výboru pro Česko-alžírskou spolupráci v rámci Hospodářské komory ČR. Od března 2025 je členem dozorčí rady Dopravního podniku hlavního města Prahy. 